# Uldis Pīlēns
Uldis Pīlēns (ur. 2 października 1956 w Lipawie) – łotewski architekt, przedsiębiorca i polityk, były radny Lipawy, kandydat Zjednoczonej Listy na premiera w wyborach 2022 roku oraz na prezydenta w wyborach w 2023. 

## Życiorys
Kształcił się w szkole średniej nr 5 w Lipawie. W latach 1974–1976 studiował na Wydziale Architektury i Budownictwa Ryskiego Instytutu Politechnicznego, następnie zaś w Wyższej Szkole Architektury i Budownictwa w Weimarze, gdzie w 1980 roku uzyskał z wyróżnieniem dyplom inżyniera architekta. 
Po powrocie do kraju odbył służbę wojskową, później pracował m.in. jako dyrektor Łotewskiego Centrum Designu (1981-1983) oraz główny architekt miasta Lipawy (1983-1988). Po transformacji był m.in. dyrektorem własnego biura architektonicznego UPB (1991–1996) oraz doradcą mera Lipawy (1997–2000). Zasiadał także we władzach Specjalnej Strefy Ekonomicznej w Lipawie. Zasiadał w radach i zarządach spółek zajmujących się architekturą i budownictwem. Był także prezydentem Klubu V-10 (1995–2006). 
Brał udział w powstaniu oddziału lipawskiego Partii Ludowej, z ramienia tego ugrupowania zasiadał w radzie miejskiej Lipawy (2005–2009). Był także członkiem Rady Polityki Zagranicznej tego ugrupowania. W 2008 roku ogłosił odejście z Partii Ludowej. Był m.in. kandydatem na ministra gospodarki, premiera rządu, zaś w 2015 roku jego nazwisko pojawiło się po raz pierwszy na giełdzie prezydenckiej jako jeden z możliwych kandydatów Związku Zielonych i Rolników.
W 2022 roku ogłosił powstanie stowarzyszenia Zjednoczona Lista Łotewska, a także ugrupowania politycznego Zjednoczona Lista, które wystartowało w wyborach do Sejmu. Pīlēns był wówczas kandydatem na premiera, choć zrezygnował z ubiegania się o mandat poselski. W kwietniu 2023 roku Zjednoczona Lista zgłosiła jego kandydaturę w wyborach prezydenckich. Pīlēnsa wsparła także oficjalnie partia Łotwa na pierwszym miejscu. W trzeciej turze wyborów prezydenckich uzyskał wsparcie 25 posłów, przegrywając głosowanie z Edgarsem Rinkēvičsem. 
Uldis Pīlēns był w przeszłości członkiem Komsomołu oraz Związku Architektów Łotewskiej SRR. W 1997 roku przyznano mu tytuł Lipawianina Roku. Od lat znajduje się wśród najbogatszych Łotyszy. 
Jego pierwszą żona była architektka Guna Pīlēna, od 2017 roku jest żonaty z Ilze Freimane, szefową zarządu spółki „Vīna Studija”. Ma dwóch synów.

## Źródła
- ULDIS PĪLĒNS. puaro.lv. [dostęp 2023-05-29]. (łot.).
- Kas ir Uldis Pīlēns? Skaidro «Aizliegtais paņēmiens». lsm.lv, 31 października 2022. [dostęp 2023-05-29]. (łot.).